# Emilie Winkelmann

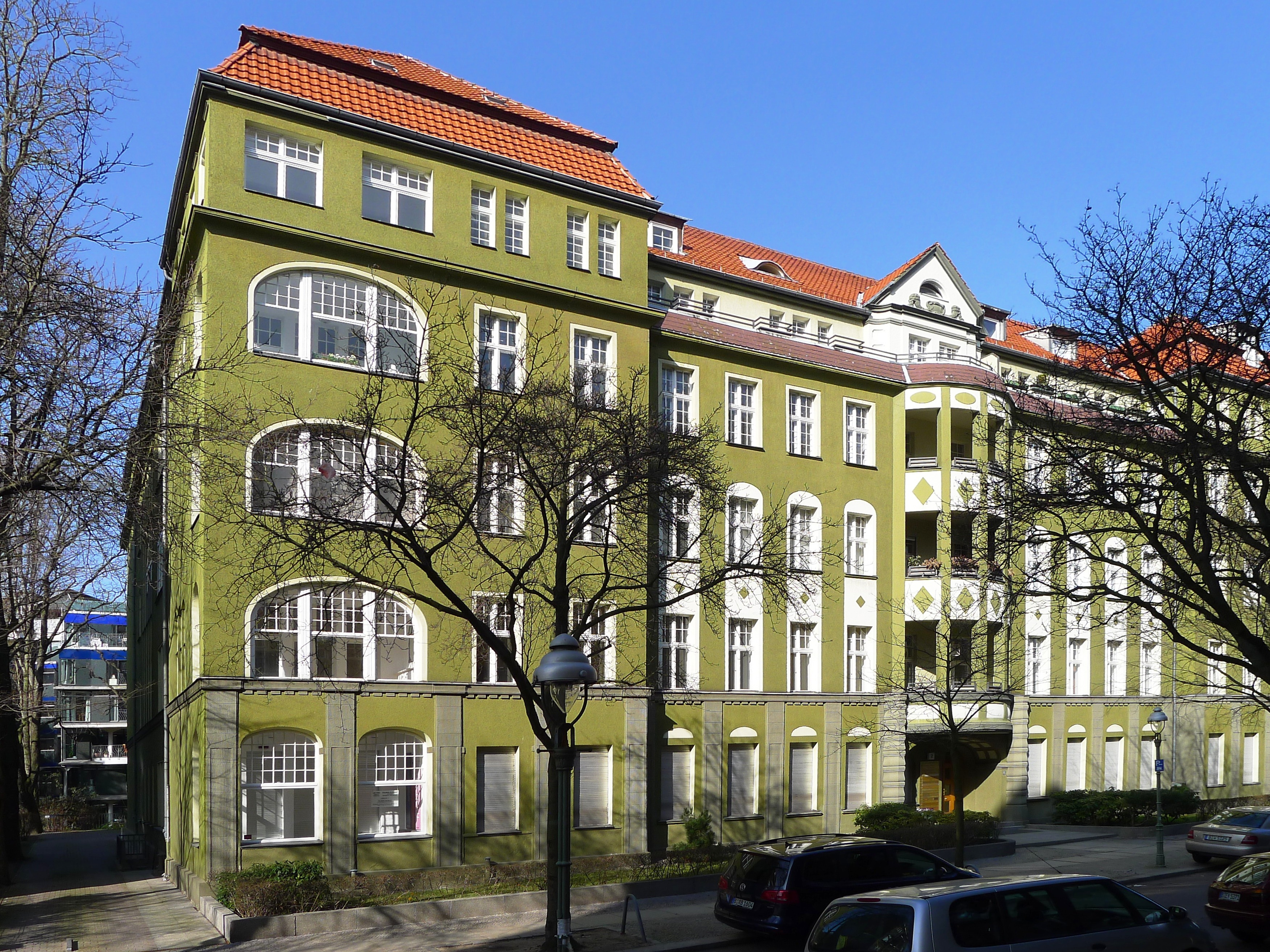
Emilie Winkelmann, Leistikowhaus, Berlín-Westend

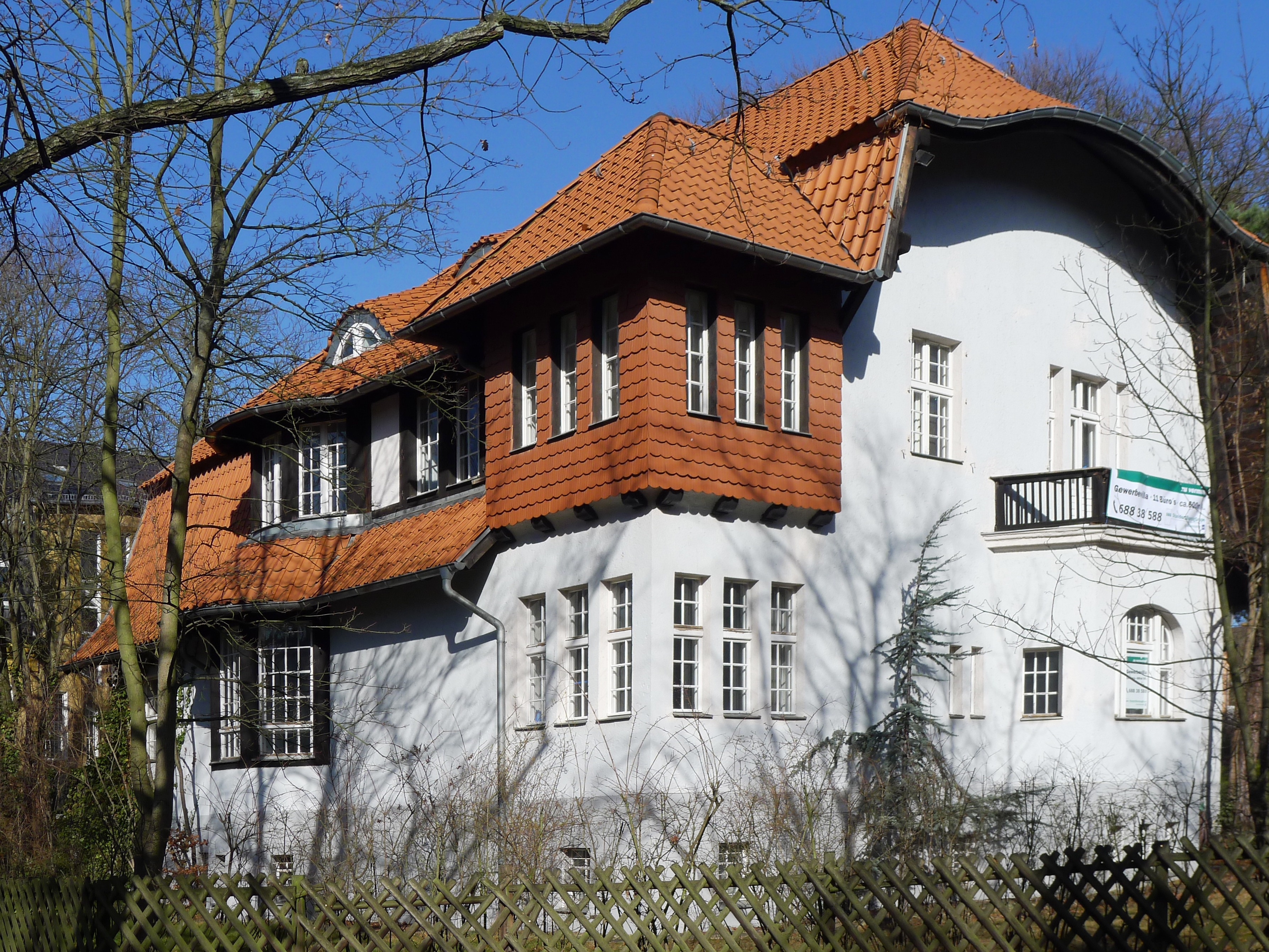
Emilie Winkelmann, Casa rural, Lindenallee 21, Berlin, 1908

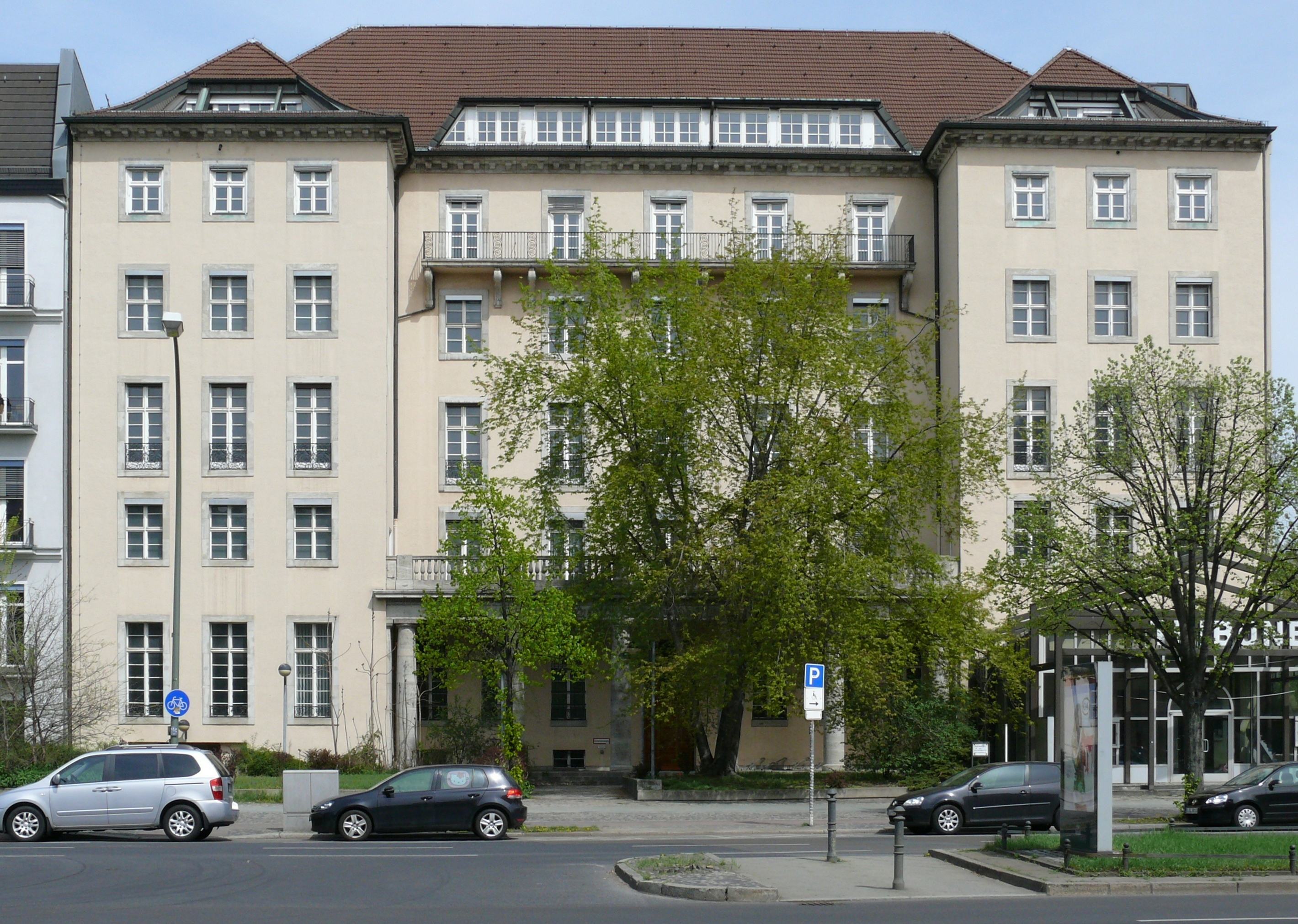
Emilie Winkelmann, Victoria Studienhaus (1915), que després va ser el teatre Tribüne i més tard edifici residencial.

Emilie Winkelmann   (Aken (Elbe), 8 de maig de 1875 - Leopoldshöhe, 4 d'agost de 1951) va ser la primera arquitecta independent alemanya. Moderna i audaç, és considerada un referent i moltes de les seves obres són actualment patrimoni protegit.

## Primers anys
Winkelmann va néixer a Aken, Alemanya. Va aprendre fusteria al costat del seu pare i de jove ja treballava al negoci de la construcció del seu avi, on va planificar reformes i nous edificis. Va treballar en diversos estudis d'arquitectura a Berlín, Dortmund i Bochum. El 1902 va obtenir un permís especial que li permetia estudiar arquitectura com a convidada a la Universitat de Hannover (1902–1908). No obstant això, mai va arribar a tenir el diploma, ja que les dones, a Alemanya, no van obtenir aquest dret fins al 1909.

## Trajectòria
El 1908 va obrir la seva pròpia oficina professional a Berlín i es va convertir en la primera arquitecta independent d'Alemanya, amb una quinzena d'empleats, incloent-hi arquitectes joves. El 1907 va guanyar el primer premi en un concurs per dissenyar un teatre amb un saló de banquets a Berlín, la construcció del qual es va iniciar el 1908, i tot seguit va començar a rebre encàrrecs de clients adinerats perquè els dissenyés les seves viles i cases de camp a Berlín, Babelsberg i Slesvig. Des de 1910 a 1912 va dissenyar molts projectes per a finques rurals en els districtes de Wundichow, Słupsk i Karwitz, a la província de Pomerània.
El 1915 projectà i edificà un edifici residencial per a dones solteres jubilades, una casa que marca un contrast entre l'entorn urbà congestionat i l'entorn rural que ofereix, més plàcid. A la Hermann-Maaß-Straße de Potsdam, va construir la Das Haus in der Sonne (La casa al sol, el nom d'una novel·la del pintor suec Carl Larsson, que celebra, precisament, «els plaers de la vida domèstica»), amb 14 apartaments independents, cadascun amb una, dos o tres habitacions i una cuina americana.
Abans de la Segona Guerra Mundial va construir al voltant de 30 grans cases particulars a Berlín i els seus voltants. El seu edifici més significatiu va ser l'escola per a noies Victoria Studienhaus, al districte de Charlottenburg-Wilmersdorf, a Berlín, que va construir els anys 1914-1915 sota el patrocini de l'emperadriu alemanya Augusta Victòria, per promoure l'educació superior de les dones. Era un edifici concebut com «una llar per a un nou tipus d'educació, pensant en una dona emancipada i urbana», en paraules de la historiadora de l'arquitectura Despina Stratigakos, en què les habitacions estaven pensades perquè les estudiantes hi treballessin, hi estudiessin i convisquessin en espais confortables la característica principal dels quals era la presència d'un gran escriptori de treball. Entorn de 1927, se li va donar a les instal·lacions escolars el nom de l'activista pels drets de la dona Ottilie von Hansemann. Temps més tard, l'edifici es va reconvertir en el conegut Teatre Tribüne, que fou un dels espais culturals més importants de Berlín. Després de diversos usos entre 1972 i 2013, es va convertir en un edifici residencial a finals del 2016.
A causa d'una malaltia crònica greu, Winkelmann va estar afectada d'un cert grau de sordesa a partir de 1916. Després de la Primera Guerra Mundial no va poder continuar la seva carrera amb l'èxit que havia tingut fins aleshores, encara que va seguir treballant en la construcció de cases i viles. Fins al 1928 no va ser admesa al Col·legi d'Arquitectes Alemanys. A partir de les dècades dels anys 20 i 30 va quedar fora dels contractes públics ja que no li va interessar mai intervenir en política, i es va poder mantenir duent a terme remodelacions de cases senyorials. Una de les quals va ser la reconstrucció del castell Grüntal, a Bernau, que seria bombardejat el 1945.
Durant els anys de la guerra no va secundar el Partit Nacional Socialista, per la qual cosa va quedar al marge de l'obra pública. En acabar la guerra es va dedicar a col·laborar en la reconstrucció del país. Va treballar en una constructora vinculada a la seva família a Hovedissen, prop de la ciutat alemanya de Bielefeld. Allí es va dedicar a la reconstrucció i a l'allotjament dels refugiats fins que morí, el 1951.

## Reconeixements
En 1907 va guanyar el primer premi en un concurs per dissenyar un teatre amb un saló de banquets a Berlín. Winkelmann va ser contractada per una família de cognom Lepel per a la reconstrucció de la seva mansió, que va acabar en 1912, i per la qual va obtenir el reconeixement de la revista d'arquitectura Bauwelt.